# Merseburg (stacja kolejowa)
Merseburg (niem: Bahnhof Merseburg) – stacja kolejowa w Merseburgu, w kraju związkowym Saksonia-Anhalt, w Niemczech..
Według klasyfikacji Deutsche Bahn stacja posiada kategorią 4.

## Historia
Stacja Merseburg została otwarta w dniu 20 czerwca 1846, kiedy otwarto linię Halle (Saale) – Weißenfels. Był to pierwszy otwarty odcinek linii łączącej dalej Weimar, Erfurt, Eisenach i Bebra. W grudniu 1886 roku otwarto odcinek Merseburg–Mücheln (Geiseltal) linii Merseburg – Querfurt. W dniu 1 listopada 1896 roku otwarto linię do Schafstädt. W 1910 roku został otwarty odcinek z Merseburga do Zöschen linii kolejowej Merseburg-Leipzig. Po zakłóceniach spowodowanych przez I wojnę światową, ruch na trasie był wstrzymany w 1928 roku i został ostatecznie wznowiony 7 lipca w 1931 roku z otwarciem linii do Leipzig-Leutzsch, uzyskując bezpośrednie połączenie do Lipska. W 1956 Merseburg otrzymał nowy dworzec kolejowy, ponieważ oryginalny został zburzony podczas II wojny światowej. W 1967 roku linia kolejowa Merseburg – Halle-Nietleben została otwarta, obsługując głównie Buna-Werke.

## Połączenia
| Linia | Trasa                                                                                            | Takt                 | Przewoźnik kolejowy |
| ----- | ------------------------------------------------------------------------------------------------ | -------------------- | ------------------- |
| RB 20 | Halle (Saale) – Merseburg – Naumburg (Saale) – Großheringen – Weimar – Erfurt – Gotha – Eisenach | 060 min              | DB Regio Südost     |
| RB 78 | Merseburg – Frankleben – Braunsbedra – Mücheln (Geiseltal) – Querfurt                            | 060 min              | DB Regio Südost     |
| RB 82 | Halle (Saale) – Merseburg – Weißenfels – Naumburg (Saale)                                        | poszczególne pociągi | DB Regio Südost     |

## Linie kolejowe
- Halle – Bebra
- Merseburg – Querfurt
- Merseburg – Schafstädt
- Merseburg – Halle-Nietleben
- Merseburg – Leipzig-Leutzsch